# 馬克·費格斯與霍克·奧斯比

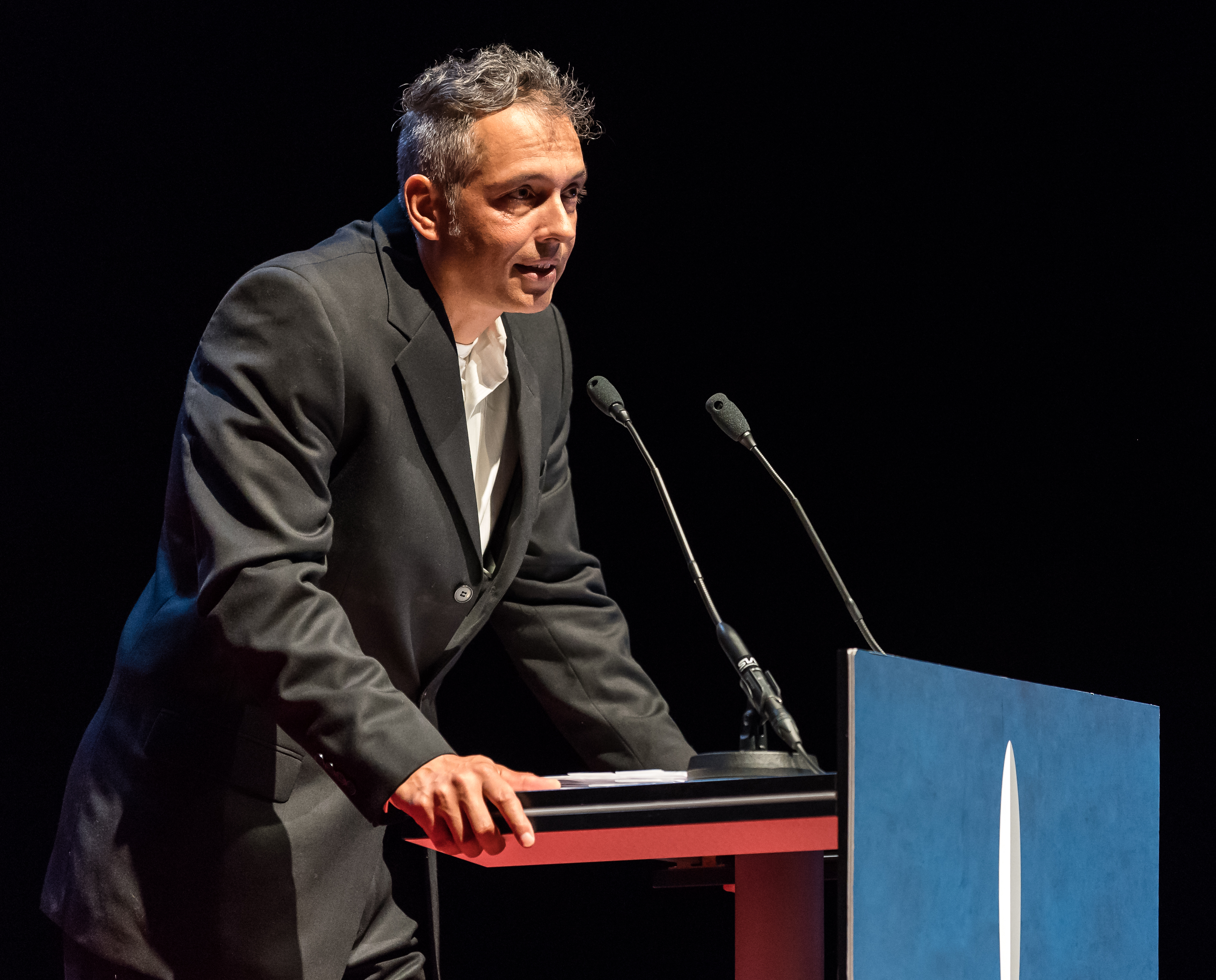
霍克·奧斯比於2017年在赫爾辛基接受一項雨果獎。

馬克·費格斯（英語：Mark Fergus）和霍克·奧斯比（英語：Hawk Ostby）都是編劇，他們最著名的作品是《末代浩劫》（被提名奧斯卡最佳改編劇本獎）和《鐵甲奇俠》。他們的其他作品包括由費格斯執導的《預知死劫》，以及《天煞西部反撃戰》。
他們是電視劇《太空無垠》的創作人和執行製作人，劇集於2015年12月在Syfy上首次亮相。

## 外部連結
- Mark Fergus在互联网电影资料库（IMDb）上的資料（英文）
- Hawk Ostby在互联网电影资料库（IMDb）上的資料（英文）